# Mezinárodní federace amerického fotbalu

IFAF členské státy

Mezinárodní federace amerického fotbalu (zkratka IFAF, International Federation of American Football) je mezinárodní asociace provozující americký fotbal po celém světě. IFAF pořádá soutěže jako například mistrovství světa v americkém fotbale, které se koná každé čtyři roky. Sídlí v La Courneuve ve Francii. Prezidentem asociace je Francouz Pierre Trochet, který byl zvolen do funkce v prosinci 2021. V roce 2023 byla IFAF oficiálně uznána MOV jako olympijská federace. V roce 2023 se IFAF podařilo, že flag fotbal byl vybrán jako jeden z pěti nových sportů pro letní olympijské hry v Los Angeles v roce 2028.

## Struktura a organizace
Národní federace jsou zpravidla sdruženy do nižších celků:
- IFAF Africa
- IFAF Americas
- IFAF Europe
- IFAF Australia
- IFAF Oceánie